# لين هاو
لين فيسترجارد هاو (بالدنماركية: Lene Vestergaard Hau) (ولدت في وايله، الدنمارك في 13 نوفمبر 1959) هي فيزيائية دانماركية، نجحت مع فريق عمل عام 1999 م في جامعة هارفارد في إبطاء الضوء باستخدام تكاثف بوز-أينشتاين إلى حوالي 17 م/ث، كما استطاعت عام 2001 م إبطاء شعاع ضوء كليًا. كنتيجة لهذه التجارب، أمكن تحويل الضوء إلى مادة، ثم إعادته مرة أخرى إلى هيئته الضوئية، وهي العملية التي كانت لها آثارها الهامة في التشفير الكمومي [الإنجليزية] والحوسبة الكمومية. عملت هاو في أواخر أعمالها على الربط بين الأنظمة الذرية شديدة البرودة والمقاييس النانومترية. بالإضافة إلى تدريسها للفيزياء العامة والفيزياء التطبيقية، درّست هاو علوم الطاقة في هارفارد، والتي اشتملت على شروحات للخلايا الشمسية والطاقة النووية الكامنة والبطاريات الكهربائية والتمثيل الضوئي. كما تشارك هاو أحيانًا كمتحدثة في المؤتمرات الدولية وصياغة السياسات العلمية للعديد من المؤسسات العلمية. أيضًا، كانت هاو متحدثة رئيسية في مؤتمر أبحاث النخبة الذي انعقد في كوبنهاغن في 7 فبراير 2013، الذي حضره وزراء حكوميون وكبار الباحثين في الدانمارك.